# Hoàng Nhuận Thu
Hoàng Nhuận Thu (tiếng Trung: 黄润秋, bính âm: Huáng Rùn Qiū, tiếng Latinh: Huang RunQiu), sinh tháng 8 năm 1963, một người Hán, Giáo sư, nhà khoa học địa chất và sinh thái, Chính khách nước Cộng hòa Nhân dân Trung Hoa. Ông hiện là Bộ trưởng Bộ Môi trường và Sinh thái Cộng hòa Nhân dân Trung Hoa, Ủy viên Thường vụ, Phó Chủ tịch Học xã Cửu Tam, Ủy viên Ủy ban Thường vụ Đại hội Đại biểu Nhân dân Toàn quốc Cộng hòa Nhân dân Trung Hoa khóa XIII. Ông nguyên là Phó Bộ trưởng Bộ Môi trường và Sinh thái, Phó Bộ trưởng Bộ Bảo vệ Môi trường, Phó Chủ nhiệm Nhân Đại Tứ Xuyên, Phó Chủ tịch Chính Hiệp Tứ Xuyên.
Hoàng Nhuận Thu là đảng viên Học xã Cửu Tam. Ông là Giáo sư, Tiến sĩ Kỹ thuật địa chất.

## Xuất thân và giáo dục
Hoàng Nhuận Thu sinh tháng 8 năm 1963, quê quán tại thành phố tỉnh lỵ Trường Sa, tỉnh Hồ Nam.
Ông lớn lên cùng gia đình tại quê nhà Hồ Nam thời trẻ. Tháng 9 năm 1979, khi 16 tuổi, ông tốt nghiệp cao trung (trung học phổ thông), thi đỗ và bắt đầu học ngành Kỹ thuật địa chất, Khoa Thủy văn tại Học viện Địa chất Thành Đô, trường nay được đổi tên thành Đại học Công nghệ Thành Đô (成都理工大学). Ông chuyển tới học và cư trú ở Thành Đô, cách quê nhà Trường Sa hơn 1.000 km.
Tháng 7 năm 1983, ông tốt nghiệp Cử nhân Kỹ thuật địa chất từ Học viện Địa chất Thành Đô. Sau đó, ông tiếp tục theo học lĩnh vực địa chất tại trường, theo học cao học Thạc sĩ Địa chất. Hai năm sau, vào tháng 2 năm 1986, ông nhận bằng Thạc sĩ Địa chất và bắt đầu là nghiên cứu sinh Tiến sĩ. Tháng 9 năm 1988, ông nhận bằng Tiến sĩ Kỹ thuật địa chất được cấp bởi Học viện Địa chất Thành Đô khi mới chỉ 25 tuổi.
Vào ngày 12 tháng 12 năm 1992, Hoàng Nhuận Thu được Hội đồng Giáo sư Trung Quốc bổ nhiệm làm học hàm Giáo sư, chuyên ngành Địa chất học và Sinh thái học. Lúc này, ông mới 29 tuổi, giáo sư trẻ tuổi.
Tháng 11 năm 1994, ông gia nhập Học xã Cửu Tam, đảng phái dân chủ của Cộng hoà nhân dân Trung Hoa.

## Sự nghiệp

### Nhà khoa học
Giai đoạn 1986 - 1988, sau khi trở thành tiến sĩ, Hoàng Nhuận Thu được bổ nhiệm làm Giảng viên Khoa Thủy văn của Học viện Địa chất Thành Đô, công tác ngay tại trường học.
Tháng 4 năm 1989, ông đảm nhiệm là nhà nghiên cứu cộng sự, Nghiên cứu viên Đại học Công nghệ Thành Đô, được bổ nhiệm làm Phó Chủ nhiệm Phòng Nghiên cứu bảo hộ môi trường và phòng chống rủi ro địa chất cấp Quốc gia của Thành Đô.
Tháng 11 năm 1992, ông giữ vị trí Trợ lý Hiệu trưởng Đại học Công nghệ Thành Đô, Trưởng khoa Thủy văn kiêm nhiệm Viện trưởng Viện Môi trường và Kỹ thuật dân dụng của Đại học Công nghệ Thành Đô. Ông công tác với tư cách là một học giả, nhà khoa học nghiên cứu địa chất và sinh thái ở Thành Đô, giáo sư giảng dạy và đào tạo sinh viên, tiến sĩ (học hàm Sinh Đạo sư Tiến sĩ - 博士生导师 từ tháng 12 năm 1993, tức giảng dạy và đào tạo trình độ tiến sĩ).
Tháng 11 năm 2001, ông được bổ nhiệm là Phó Hiệu trưởng Đại học Công nghệ Thành Đô, Chủ nhiệm Phòng Nghiên cứu bảo hộ môi trường và phòng chống rủi ro địa chất cấp Quốc gia, Sinh Đạo sư Tiến sĩ.
Từ khi nhập học Thành Đô năm 1979, ông liên tục công tác gần 30 năm suốt giai đoạn 1979 - 2007.

### Sự nghiệp Học xã Cửu Tam
Hoàng Nhuận thu gia nhập Học xã Cửu Tam từ năm 1994, hoạt động trong đảng phái dân chủ này suốt sự nghiệp.
Tháng 11 năm 1997, ông được bầu làm Phó Chủ tịch Học xã Cửu Tam tỉnh Tứ Xuyên. Vào tháng 5 năm 2007, ông được bầu làm Chủ tịch Học xã Cửu Tam tỉnh Tứ Xuyên. Đến tháng 12 năm 2007, tại Đại hội toàn quốc Học xã Cửu Tam, ông được bầu làm Ủy viên Ban thường vụ Trung ương Học xã Cửu Tam.

### Sự nghiệp chính trị
Tháng 1 năm 2008, ông được bầu làm Phó Chủ tịch Chính Hiệp Tứ Xuyên (Hội nghị Hiệp thương Chính trị Nhân Dân tỉnh Tứ Xuyên), một chức vụ công vụ viên hàm Phó Bộ - Phó Tỉnh. Bên cạnh đó ông vẫn kiêm nhiệm các vị trí Phó Hiệu trưởng Đại học Công nghệ Thành Đô, Chủ nhiệm Phòng Nghiên cứu bảo hộ môi trường và phòng chống rủi ro địa chất cấp Quốc gia, Sinh Đạo sư Tiến sĩ, Ủy viên Thường vụ Trung ương Học xã Cửu Tam, Chủ tịch Học xã Cửu Tam Tứ Xuyên. Sự nghiệp của ông bao gồm các lĩnh vực khoa học, giáo dục và bắt đầu khởi đầu sự nghiệp chính trị tại Chính Hiệp Tứ Xuyên.
Vào tháng 1 năm 2014, ông được bầu làm Phó Chủ nhiệm Ủy ban Thường vụ Nhân Đại Tứ Xuyên (Đại hội Đại biểu Nhân Dân tỉnh Tứ Xuyên). Tháng 5 cùng năm, ông được bổ nhiệm làm Viện trưởng Viện Xã hội chủ nghĩa Tứ Xuyên, một đơn vị sự nghiệp công lập tập trung nghiên cứu lý luận chính trị đoàn kết Trung Hoa.

### Bộ Môi trường và Sinh thái
Tháng 3 năm 2016, ông được bổ nhiệm làm Phó Bộ trưởng Bộ Bảo vệ Môi trường, công tác ở trung ương, tại Quốc vụ viện. Tháng 12 năm 2017, ông được bầu làm Phó Chủ tịch Học xã Cửu Tam.
Tháng 3 năm 2018, Bộ Bảo vệ Môi trường được giải thể và chuyển thể thành Bộ Môi trường và Sinh thái, ông tiếp tục được bổ nhiệm làm Phó Bộ trưởng Bộ Môi trường và Sinh thái.
Vào ngày 29 tháng 4 năm 2020, ông được Nhân Đại Trung ương bầu bổ nhiệm vị trí Bộ trưởng Bộ Môi trường và Sinh thái. Kể từ khi cải cách và mở cửa thập niên 70, ông đã trở thành vị Bộ trưởng thứ ba công tác khi không phải là đảng viên Đảng Cộng sản Trung Quốc. Hai vị Bộ trưởng trước đó là cựu Bộ trưởng Bộ Khoa học và Công nghệ Vạn Cương và cựu Bộ trưởng Bộ Y tế Trần Trúc.
Hoàng Nhuận Thu nguyên là Ủy viên Ủy ban Chính Hiệp Toàn quốc khóa IX, X và XI. Năm 2013, ông được bầu làm Ủy viên Ủy ban Thường vụ Nhân Đại khóa XII, từ chức tháng 3 năm 2016. Năm 2018, ông được bầu làm Ủy viên Thường vụ Ủy ban Chính Hiệp Toàn quốc khóa XIII.

## Lĩnh vực khoa học
Chuyên môn của ông chủ yếu về lĩnh vực địa chất, đánh giá ổn định độ dốc cao, kỹ thuật quy mô lớn và dự đoán phòng chống trượt lở đất, tình trạng địa chất.
Ông đã chủ trì và thực hiện hơn 20 dự án nghiên cứu lớn, trọng điểm khoa học và công nghệ quốc gia lớn của Quỹ Khoa học tự nhiên Quốc gia Trung Quốc.
Ông tổ chức và thực hiện hơn 40 bản nghiên cứu đánh giá vấn đề kỹ thuật địa chất và phòng chống thiên tai địa chất lớn cho các dự án xây dựng của quốc gia, bao gồm: Dự án đập Tam Hiệp trên sông Dương Tử, sông Kim Sa, đập Khê Lạc Độ, đập Hướng Gia Bá, đập Bạch Hạc Than, Trạm thủy điện Cẩm Bình, sông Nhã Lung. Ông đã tiến hành đánh giá độ ổn định độ dốc cao của đập Noạ Trác Độ, sông Đại Độ, sông Dân và hàng loạt khu vực địa chất thủy văn Trung Quốc khác, tập trung bảo vệ sinh thái và phòng chống nguy hại địa chất.

### Tặng thưởng và đánh giá
Trong suốt sự nghiệp của mình, ông nhận được nhiều phần thưởng, có thể kể tới:
- Chuyên gia khoa học trẻ và trung niên xuất sắc, phần thưởng cấp Quốc gia.
- Nhân tài khoa học kiệt xuất Quốc gia Trung Quốc.
- Năm 1996, nhân tài trong dự án Bách Thiên Vạn nhân tài (百千万人才工程计划), bồi dưỡng cấp I, cấp II toàn quốc.
- Năm 2005, hạng Nhất Giải thưởng khoa học công nghệ tiến bộ toàn quốc, xếp thứ Nhất.
- Năm 2014, hạng Nhất Giải thưởng khoa học công nghệ tiến bộ toàn quốc, xếp thứ Nhất.
- Ông đã giành được 05 giải Nhất, 07 giải Nhì và 09 giải Ba về thành tựu khoa học và công nghệ cấp tỉnh và cấp bộ. Năm 2003, ông đã giành được Giải thưởng đóng góp xuất sắc cho khoa học và công nghệ của tỉnh Tứ Xuyên.
- Năm 1996, ông nhận Giải thưởng danh dự Richard Wolters từ Hiệp hội Kỹ thuật Địa chất Quốc tế (IAEG - International Association for Engineering Geology and the Environment).
- Giải thưởng Khoa học công nghệ thanh niên Trung Quốc (1998); Giải thưởng Khoa học công nghệ Địa chất thanh niên Hoàng Cấp Thanh (黄汲清. 1904 - 1995, một nhà khoa học địa cấp nổi danh của Trung Quốc) (2002); Giải thưởng Hoắc Anh Đông (霍英东 - Henry Fok. 1923 - 2006, một doanh nhân Hương Cảng đặc biệt chú trọng khoa học) (1989); Giải thưởng Chiếc Búa vàng dành cho thanh niên (1994); Giải thưởng Tài năng chuyên môn và kỹ thuật xuất sắc Quốc gia (2002); Giải thưởng danh dự Tiến sĩ quốc gia xuất sắc (1991).
- Năm 1997, được tặng thưởng Huân chương Lao động toàn quốc 01/05.
- Năm 2009, 2011, 2013, được xác định đủ tiêu chuẩn được xác nhận là Viện sĩ Viện Hàn lâm Khoa học Trung Quốc.

| “                                      | Hoàng Nhuận Thu (1963), một nhà khoa học địa chất nổi tiếng. Ông dành phần lớn cuộc đời nghiên cứu địa chất, trở thành Bộ trưởng thứ ba không phải là đảng viên Đảng Cộng sản. Ông là biểu tượng nổi bật của giới trí thức Trung Hoa, đoàn kết toàn dân tộc Trung Hoa vì thời đại xã hội chủ nghĩa và giấc mộng kỷ nguyên. | ” |
| — Vũ Nguyên, Chính trị Trung Hoa 2020. | |   |

### Một số tác phẩm
Chuyên khảo:
- Sạt lở đất thảm khốc ở Trung Quốc (中国典型灾难性滑坡 - Catostrophic landslides in China), Nhà xuất bản. Khoa học (2008).
- Phân tích địa chất kỹ thuật ổn định độ dốc đá cao (岩石高边坡稳定性工程地质分析), Nhà xuất bản. Khoa học (2012).

Một số nghiên cứu khác:
- Thử nghiệm bảng phản ứng lực rung mạnh của độ dốc đá nhiều lớp, Tạp chí Cơ học và Kỹ thuật Đá, 2013.
- Đặc điểm thảm họa địa chất động đất Lô Sơn 7.0 độ Richter, Tạp chí Đại học Giao thông Tây Nam, 2013.
- Nghiên cứu về đặc điểm Fractal, sự phân mảnh của đá cẩm thạch và mối tương quan với năng lượng trong điều kiện dỡ tải của áp suất giới hạn cao, Tạp chí Cơ học và Kỹ thuật đá, 2012.
- Nghiên cứu các đặc điểm hình thái vi mô tốt của bề mặt vết nứt đá cẩm thạch trong điều kiện dỡ tải ứng suất cao, mối tương quan của nó với cường độ của khối đá không tải, Tạp chí Cơ học và Kỹ thuật đá, 2012.
- Tiến trình nghiên cứu phân mảnh hạt dựa trên phương pháp nguyên tố rời rạc hạt, Tạp chí Địa chất Kỹ thuật, 2012.
- Nghiên cứu về cơ chế của quá trình biến đổi năng lượng biến dạng của hư hỏng và gãy đá cẩm thạch trong điều kiện căng thẳng cao và dỡ tải mạnh, Tạp chí Cơ học và Kỹ thuật Đá, 2012.[10]